# روزنامه لاپارتی
ناصرالدین شاه در سفر اول خود به اروپا، هنگام بازگشت به ایران یک دستگاه چاپخانه سربی با حروف فارسی و لاتین خرید و به ایران فرستاد. این چاپخانه مدتی به علت نبودن سرپرست و حروفچین معطل ماند تا آنکه در سال ۱۲۹۲ هجری، «بارون لویی دو نرمان» (Baron Louis De Norman) فرانسوی از ناصرالدین شاه امتیاز «روزنامه لاپاتری» را به زبان فرانسه گرفت و چاپخانه بدون استفاده به وسیله او به کار افتاد.
بارون لویی دو نرمان این روزنامه را با حال و هوای فکری خود و فضای باز کشورش و مبتنی بر تبلیغ آزادی بیان و لزوم آگاه شدن مردم نوشت که بارگاه استبدادی ناصرالدین حتی یک شماره اش را نیز تحمل نکرد و حقوق کامل موسیو دونرمان راپرداخت و او را راهی کشور خویش کرد.